# Nils de Verdier (militär)
Sven Nils Anders Kruse de Verdier, född 9 november 1915 i Östersunds församling i Jämtlands län, död 1 juni 1995 i Täby församling i Stockholms län, var en svensk militär.

## Biografi
de Verdier avlade officersexamen vid Krigsskolan 1938 och utnämndes samma år till fänrik vid Dalregementet, där han befordrades till löjtnant 1940 och kapten 1946. Han studerade vid Krigshögskolan 1947, inträdde i Generalstabskåren 1952 och tjänstgjorde vid Arméstaben 1952–1955, varefter han tjänstgjorde vid Norrbottens regemente och var utbildningsofficer vid Arméns jägarskola 1955–1956. År 1956 befordrades de Verdier till major, varefter han var lärare i taktik och stabstjänst vid Krigshögskolan 1956–1957, var chef för Arméns jägarskola 1957–1958 och studerade vid Försvarshögskolan 1958. Han inträdde 1958 i Generalstabskåren, var åter lärare i taktik och stabstjänst vid Krigshögskolan 1958–1961, befordrades till överstelöjtnant 1960, var lärare i taktik och stabsjänst vid Militärhögskolan 1961–1962 och var utbildningsofficer vid Kronobergs regemente 1962–1964. År 1964 befordrades han till överste och 1964–1973 var han befälhavare för Kiruna försvarsområde. de Verdier befordrades 1973 till överste av första graden, varpå han 1973–1976 var chef för Västerbottens regemente tillika befälhavare för Västerbottens försvarsområde. Åren 1976–1978 tjänstgjorde han vid staben i Övre Norrlands militärområde.
Nils de Verdier var son till kapten Sven de Verdier och Elna Kruse. Han gifte sig andra gången 1963 med Lily Maria Holmberg (född 1921), dotter till doktor Georg Holmberg och Ewa von Essen. Han är gravsatt i minneslund på Norra begravningsplatsen i Solna.

## Utmärkelser
- Riddare av första klassen av Svärdsorden, 1956.[9]
- Kommendör av Svärdsorden, 1968.[10]
- Kommendör av första klassen av Svärdsorden, 1972.[11]